# باري دان
باري دان (بالإنجليزية: Barry Dunn)‏ (15 فبراير 1952 بسندرلاند في المملكة المتحدة - ) هو لاعب كرة قدم بريطاني في مركز الهجوم. لعب مع بريستون نورث إيند ونادي سندرلاند ونيوكاسل بلوستار ‏ وسيهام ريد ستار ‏ ودارلينجتون إف سى.

## وصلات خارجية
- باري دان على موقع قاعدة بيانات كرة القدم.إي يو (الإنجليزية)